# Space Launch System
Space Launch System (SLS) je težka ameriška nosilna raketa, ki jo trenutno razvija NASA. Uporabljala bo veliko tehnolgije iz Space Shuttla - plovila, ki ga bo nadomestila. Program SLS je naslednik preklicanega programa Constellation
SLS plovilo bodo s časom povečevali v bolj močne različice. Prva verzija Block I bo dvignila 70 ton v orbito. Večja verzija Block II za zapustitev Zemlje bo lahko dvignila vsaj 130 ton v orbito. To je 12 ton več kot Saturn V in bi tako postala najmočnejša raketa. To je sicet precej manj od preklicane Ares V (188 ton)
SLS bo lahko izstrelila astronavte v destinacije kot so Luna, Mars in asteroidi. Lahko bo tudi oskrbovala Mednarodno vesoljsko postajo. Astronavti naj bi se na Zemljo vrnili v štiričlanskem Orionu. SLS bodo izstreljevali iz Kennedy Space Center v Floridi. Prvi let je načrtovan za leto 2017.

## Karakteristike
- Uporaba: težka nosilna raketa za enkratno uporabo
- Država: ZDA
- Cena izstrelitve: US$500 milijonov (2012)
- Premer: 8,4 m (330 in)
- Stopnje: 2
- Kapaciteta: V NZO 70 000 do 130 000 kg (150 000 do 290 000 funtov)
- Družina rakete: izvedenke Space Shuttla
- Status: v razvoju
- Izstrelišče:  LC-39, Kennedy Space Center
- Prvi polet: december 17, 2017 (planiran)
- Tovor: Orion MPCV

Dodatni potisniki "boosterji2 (Block I)
- Število: 2x Space Shuttle Solid Rocket Booster
- Motorji: 1 na trdo gorivo
- Potisk (enega motorja): 16 013,6 kN (3 600 000 funtov)
- Potisk (prve stopnje): 32 027,2 kN (7 200 000 funtov)
- Specifični impulz: 269 sekund (2,64 km/s)
- Čas delovanja: 124 sekund
- Gorivo:	APCP

Prva stopnja (Block I) - Jedro
- Premer: 8,4 m (330 in)
- Motorji: 4X RS-25D/E
- Potisk: 7 440 kN (1 670 000 funtov)
- Specifični impulz: 363 sekund (3.56 km/s) (na nivoju morja), 452 sekund (4,43 km/s) (vakuum)
- Gorivo:	LH2/LOX (tekoči vodik in tekoči kisik)

Prva stopnja (Block IA/II) - Jedro
- Premer:	8,4 m (330 in)
- Motorji: 4X RS-25
- Potisk: 7 440 kN (1 670 000 funtov)
- Specifični impulz: 363 sekund (3.56 km/s) (na nivoju morja), 452 sekund (4,43 km/s) (vakuum)
- Gorivo:	LH2/LOX (tekoči vodik in tekoči kisik)

Druga stopnja (Block I) - ICPS
- Dolžina: 13,7 m (540 in)
- Premer:	 5 m (200 in)
- Motorji: 1X  RL10B-2
- Specifični impulz: 462 sekund (4,53 km/s)
- Čas delovanja:	1125 sekund
- Gorivo:	LH2/LOX (tekoči vodik in tekoči kisik)

Druga stopnja (Block II) - zapustitev zemlje
- Motorji: 3X J-2X
- Specifični impulz: 448 sekund (4,39 km/s) (vakuum)
- Gorivo:	LH2/LOX (tekoči vodik in tekoči kisik)